# Ka (musique)
Pour l’article homonyme, voir Ka (homonymie).
Le Ka est un instrument de musique apparenté à un tambour rythmique.
C'est un tambour du gwoka guadeloupéen, doté de deux types :
- le Boula : tambour rythmique grave. Autrefois appelé grotambou
- Makè la  (soliste) : ce tambour sert pour l'improvisation et les variations, d'une sonorité plus aiguë que le 'Boula'

## Fabrication
Traditionnellement, le boula est fabriqué avec la peau d'un cabri mâle. Cette peau est fixée à un morceau de tronc évidé (autrefois un tonneau de vin). Des trous sont perforés sur le pourtour supérieur afin de recevoir les chevilles qui tiendront la peau.

## Sources et références
1. ↑  « LAMECA - le Gwoka (l'instrument) », sur lameca.org via Wikiwix (consulté le 11 octobre 2023).